# شمیووویتسه (استان اوپوله)
شمیووویتسه (به لهستانی: Śmiłowice) یک منطقهٔ مسکونی در لهستان است که در گمینا پاکوسواویتسه واقع شده‌است.